# Hirasiella clara
Hirasiella clara là một loài small air-breathing land snail, a terrestrial pulmonate gastropoda Mollusca thuộc họ Endodontidae.

## Phân bố
Nó là loài đặc hữu của Nhật Bản.